# بيقية ميشو
بيقية ميشو (باللاتينية: Vicia michauxii) نوع نباتي يتبع جنس البيقية من الفصيلة البقولية المعروفة بقدرتها على تثبيت النيتروجين الجوي من خلال بكتيريا المستجذرة أو الرايزوبيوم. تعد من الأعشاب حيث تنمو بريًا في كثير من المناطق وفي الحقول الزراعية. سميت على اسم عالم النبات أندريه ميشو.

## الموئل والانتشار
موطنها المشرق العربي.

## أسماء لاتينية أخرى غير مقبولة
- (باللاتينية: Vicia peregrina subsp. michauxii (Spreng.) Ponert)